# Xenoblade Chronicles X
Xenoblade Chronicles X, i Japan känt som Xenoblade X (ゼノブレイドクロス Zenobureido Kurosu?), är ett actionrollspel som utvecklades av Monolith Soft, och släpptes av Nintendo till Wii U den 29 april 2015 i Japan, och i övriga regioner i december 2015.
Spelet är en del av Monolith Softs spelserie Xeno, och är uppföljaren till Xenoblade Chronicles.

## Gameplay
I likhet med Monolith Softs föregående spel, Xenoblade Chronicles, är Xenoblade Chronicles X ett open world-actionrollspel med fokus på utforskning av världen. Spelarfigurer kan antingen förflytta sig till fots, eller i mechas - stora humanoida robotar - som kallas "Skells" ("Dolls" i den japanska versionen). Skells kan flyga, fara över vatten, och omvandlas till fordon såsom motorcyklar och stridsvagnar. Spelare kan delta i strider både på land och i luften, i ett stridssystem som liknar det i Xenoblade Chronicles.
Spelare kan själv utforma sin spelarfigur i spelets figureditor, inklusive kön, kroppsform, ansikte, längd, hudfärg, ögonfärg, röst, ärr, smink och tatueringar.

### Flerspelarläge
Spelare kan välja att utföra uppdrag i spelet tillsammans med upp till tre andra personer över internet. Det finns även en funktion som tillåter upp till 32 spelare att utbyta information och föremål med varandra.

### Nedladdningsbart innehåll
Det har släppts köpbart nedladdningsbart innehåll till spelet, bland annat nya mechas och vapen, samt de nya figurerna HB, Boze, Yelouv och Axena, som kan rekryteras till spelarens trupp om han eller hon har köpt innehållet. Det finns även nedladdningsbart innehåll som består av nya uppdrag som spelaren kan utföra.

## Rollista
| Figur     | Skådespelare      |
| --------- | ----------------- |
| Elma      | Houko Kuwashima   |
| Lynlee    | Mariya Ise        |
| Tatsu     | Daisuke Sakaguchi |
| Irina     | Nao Takamori      |
| Van Damme | Tessho Genda      |

Spelarfiguren har flera möjliga röster, då spelare själva utformar sina figurer:
| Spelarfigurer | Spelarfigurer         | Spelarfigurer       |
| Kön           | Typ                   | Skådespelare        |
| ------------- | --------------------- | ------------------- |
| Kvinnlig      | Klassisk              | Ai Maeda            |
| Kvinnlig      | Tsundere              | Rina Satou          |
| Kvinnlig      | Viskande              | Yui Ogura           |
| Kvinnlig      | Överklass             | Shiori Katsuta      |
| Kvinnlig      | Bortskämd             | Maaya Uchida        |
| Kvinnlig      | Tankspridd            | Sumire Uesaka       |
| Kvinnlig      | Militär               | Atsuko Tanaka       |
| Kvinnlig      | Sexig                 | Ami Koshimizu       |
| Kvinnlig      | Kansai                | Ryoko Shiraishi     |
| Kvinnlig      | Traditionell japanska | Mariko Suzuki       |
| Manlig        | Klassisk              | Shintaro Asauma     |
| Manlig        | Rival                 | Kouki Uchiyama      |
| Manlig        | Temperamentsfull      | Eiji Miyashita      |
| Manlig        | Elev med toppbetyg    | Shinosuke Tachibana |
| Manlig        | Shōnen                | Tetsuya Kakihara    |
| Manlig        | Tonåring              | Souichirou Hoshi    |
| Manlig        | Militär               | Daisuke Namikawa    |
| Manlig        | Bror                  | Toshihiko Seki      |
| Manlig        | Kansai                | Masaya Onosaka      |
| Manlig        | Samuraj               | Hideyuki Tanaka     |

## Utveckling
Spelet tillkännagavs för första gången under arbetstiteln X i en Nintendo Direct-sändning i januari 2013, och demonstrerades vidare i juni 2013 på E3 2013; Nintendo tillkännagav i samband med detta att spelet planerades släppas 2014. Det visades även upp i juni 2014 på E3 2014, då spelets fulla titel tillkännagavs; det tillkännagavs också att spelets release skjutits upp till 2015.
Xenoblade Chronicles X regisserades och författades av Tetsuya Takahashi, Monolith Softs president och grundare, samt regissör för Xeno-serien; figurdesignen gjordes av Kunihiko Tanaka, som tidigare designade för Xenogears; och musiken komponerades av Hiroyuki Sawano.

## Utgivning
Spelet gavs ut av Nintendo till Wii U den 29 april 2015 i Japan. Det gavs ut i övriga regioner i december 2015.
I Japan har Computer Entertainment Rating Organization givit spelet åldersrekommendationen C, vilket innebär att spelet ej rekommenderas för personer som är yngre än 15 år.

## Mottagande
Under sin debutvecka i Japan var Xenoblade Chronicles X det tredje bäst säljande spelet i regionen, efter Dragon Quest X: Inishie no Ryuu no Denshou Onlin och Puzzle & Dragons Z + Puzzle & Dragons: Super Mario Bros. Edition, med 85 586 sålda exemplar.

## Media och merchandise

### Musik
Ett soundtrack-album, XenobladeX Original Soundtrack, innehållande 55 låtar på fyra CD-skivor, släpptes av Defstar Records den 20 maj 2015 i Japan.

### Leksaker
Figurintillverkaren Kotobukiya har släppt en plastmodell föreställande Formula, en mecha från spelet.